# Linyola
Linyola település Spanyolországban, Lleida tartományban. Linyola Bellcaire d’Urgell, Penelles, Ivars d'Urgell, Vila-sana, El Poal, Bellvís és Vallfogona de Balaguer községekkel határos. Lakosainak száma 2749 fő (2024).

## Népesség
A település népessége az utóbbi években az alábbiak szerint változott:
| Lakosok száma | 164  | 1130 | 2013 | 2166 | 2383 | 2529 | 2836 | 2677 | 2700 | 2749 |
|               | 1717 | 1887 | 1936 | 1960 | 1986 | 2004 | 2009 | 2014 | 2019 | 2024 |